# Elin Wägner
Elin Matilda Elisabet Wägner, född 16 maj 1882 i Lund, död 7 januari 1949 i Rösås i Bergs socken i Kronobergs län, var en svensk författare, journalist och feminist. Hon blev andra kvinnan efter Selma Lagerlöf att bli ledamot av Svenska Akademien från 1944. Åren 1910–1922 var hon gift med litteraturvetaren John Landquist. Hon var kväkare under de sista decennierna av sitt liv, och var en av kvinnorörelsens och fredsrörelsens portalfigurer.
Wägner brukar räknas till de så kallade tiotalsförfattarna och ingick i Fogelstadgruppen. Mest känd har hon blivit för sitt engagemang för kvinnlig rösträtt och för att hon var med och grundade Rädda Barnen år 1919. Wägner blev ledamot av Samfundet De Nio 1937. Hon var verksam som skribent vid Tidevarvet (1923–1936).

## Biografi

### Bakgrund
Elin Wägner föddes på övervåningen av Lunds privata elementarskola (nuvarande Spyken). Hon var dotter till rektorn Sven Wägner och Anna, född Ekedahl, som var prästdotter från Tolg i Småland. Morfadern var prosten Jonas Ekedahl och en morbror var domprosten Esaias Ekedahl, en annan prosten Alfred Ekedahl. Vidare var Elin Wägner syster till journalisten Harald Wägner och faster till Ria Wägner.
Modern dog i barnsängsfeber när Elin Wägner var tre år. Två år senare flyttade familjen till Nyköping, där fadern fått en rektorstjänst vid Nyköpings högre allmänna läroverk. I Nyköping träffade han Augusta Ulfsparre som blev hans hustru 1888. År 1897 utnämndes fadern till rektor för Helsingborgs elementarläroverk.
I Helsingborg fick Wägner börja på Appelgrenska elementarskolan för flickor. I skolan medverkade hon i skoltidningen och verkar ha skrivit de flesta bidragen själv. 1899 vann hon pris för en novell som utgavs i ungdomstidningen Linnéa. Under våren 1900 konfirmerades hon och anställdes på rektorsexpeditionen som skrivbiträde åt sin far. Wägner fortsatte att skriva små berättelser som utgavs under pseudonym i Helsingborgs-Posten. Under hösten 1901 fick hon genom sin far träffa tidningens redaktör Gustaf E. Ericson som lät henne bli recensent i tidningen. I januari 1903 blev hon anställd av tidningen och fick skriva både reportage, kåserier och korta noveller, under signaturer som Cafour, E. -er eller Pytia.

### Journalistiskt genombrott
Den tjugoettåriga Wägner uppvaktades snart av en arbetskamrat på tidningen, den fem år äldre Hjalmar Jönsson. Det blev en kort men himlastormande affär mellan de två. Wägner stannade i London under våren och sommaren 1904 för att göra frilansarbeten men uppdragen blev få. I december 1904 fick hon genom Gustaf Ericson arbete på tidningen Vårt land i Stockholm men där stannade hon inte länge. Wägner hamnade i en depression, av allt att döma orsakad av kärleksaffären med Jönsson och en olycka där hennes halvsyster Ruth drunknade. Hon stannade hos sina släktingar i Småland. I dagboken ältade hon sina upplevelser med den otrogne Jönsson men lyckades också skriva några korta berättelser som utgavs i veckotidningen  Idun under signaturen The Laughing Water. Berättelserna samlades i Wägners debutbok Från det jordiska museet.
I början av 1907 började Wägner på Iduns redaktion i Stockholm som redaktionsassistent för 150 kronor i månaden. I Idun fick hon skriva artiklar som kunde tilltala tidningens kvinnliga läsare men hon skrev också åt skämttidningen Puck (signaturen Manon) och från 1907 i Dagens Nyheter (signaturen Elisabeth). I Dagens Nyheter skrev hon en brevkrönika, Sommarflirt, och i november 1907 började tidningen utge en ny följetong av Wägner skriven i dagboksform, Norrtullsligans krönika, med delvis samma personuppsättning som i Sommarflirt. Den handlade om livet bland lågavlönade kvinnliga kontorister i Stockholm. Enligt Wägner själv skrev hon varje avsnitt på fredagseftermiddagarna så att avsnitten kunde utges i söndagstidningen.

### Wägner och rösträtten

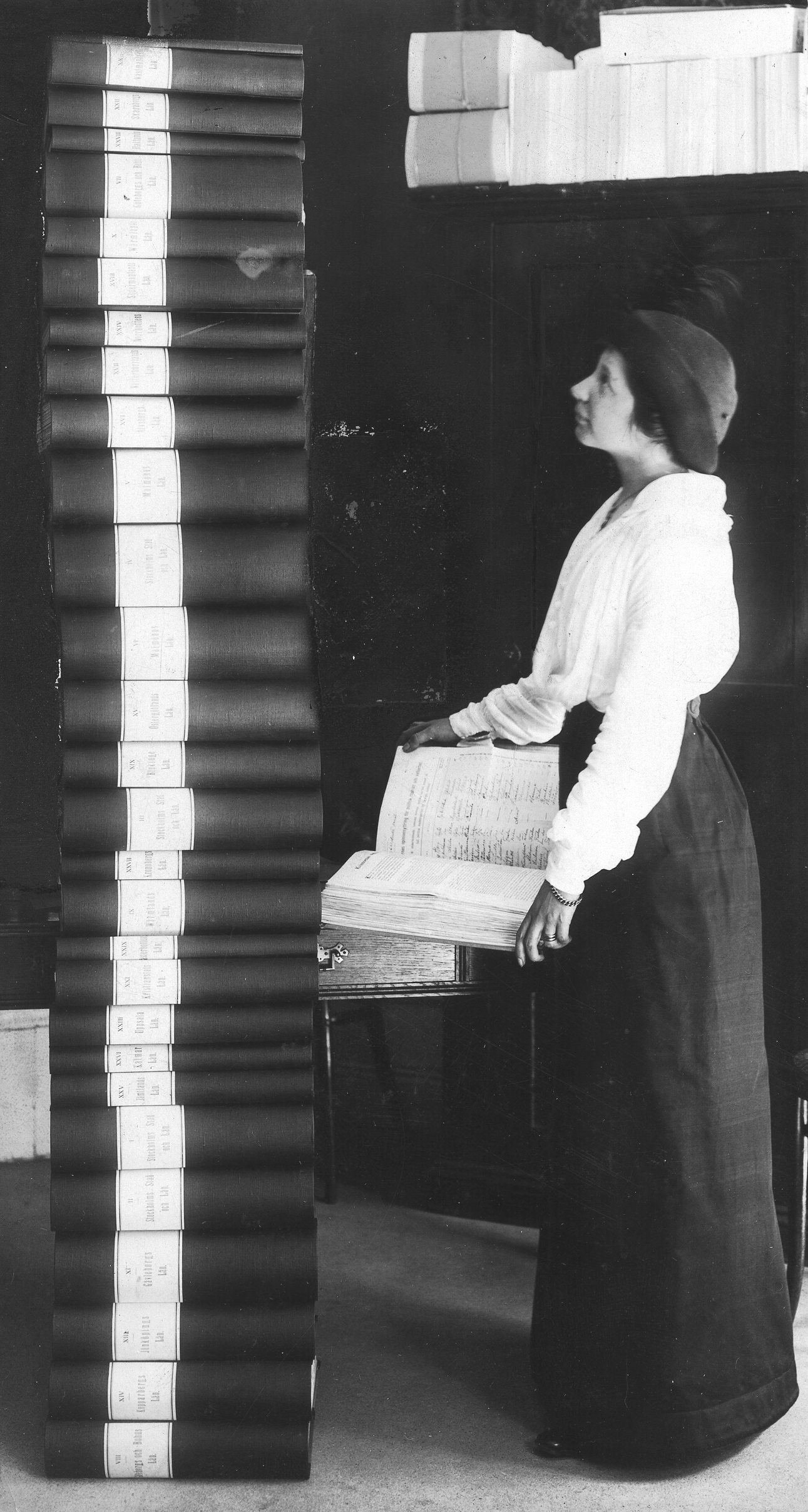
Elin Wägner inför de 30 banden med 350 000 underskrifter som samlades in 1913–1914 till stöd för kvinnlig rösträtt.

Vid Idun blev Wägner snart redaktionssekreterare och skrev egna artiklar i tidningen. Hon skrev om kända författare och målare men också om aktuella sociala frågor, framför allt om kvinnors situation. Viktigast för Wägner själv var kanske hennes intervju med debattören Ellen Key i januari 1908. Under våren 1908 intervjuade hon Signe Bergman, ledande företrädare för Landsföreningen för kvinnans politiska rösträtt. Mötena med dessa två ledde till att Wägner engagerade sig i rörelsen för kvinnlig rösträtt. År 1909 representerade hon Sveriges kvinnliga fredsförening vid den Internationella kvinnorösträttsalliansens kongress i London. I tidningen Idun försvarade hon kvinnors självbestämmande i en debatt mot Svenska riksförbundet för sedlig kultur. I debatten blev Wägner personligen utpekad som en fara för ungdomens moral av en anonym skribent. Den anonyme påstod sig vara en svensk dam bosatt i Yorkshire men Wägner lyckades avslöja att bakom signaturen "Ung moder i England" gömde sig Wägners förre fästman Hjalmar Jönsson.
Under 1908 hade Wägner också börjat skriva i Dagens Nyheter under signaturen Devinez (fra. "Gissa vem"), särskilt artiklar och texter som berörde kvinnors situation. Sina erfarenheter från tidningsbranschen utnyttjade hon i romanen Pennskaftet som utgavs i september 1910. Romanen handlar om en ung kvinnlig journalist som dras in i rörelsen för kvinnlig rösträtt. I romanens form kunde Wägner också framföra sin uppfattning om sexualmoralen, tydligt påverkad av Ellen Key, till exempel att även kvinnor kan ha sexuella förhållanden utan att vara gifta.
Efter att ha gift sig med journalisten John Landquist kastade sig Wägner in i arbetet med att förbereda Internationella kvinnorösträttsalliansens kongress i Stockholm i juni 1911. I samband med mötet skrev hon massor av artiklar både för Idun och Dagens Nyheter om mötet. Hon porträtterade rösträttsrörelsens ledande kvinnor som amerikanskan Anna Howard Shaw och ungerskan Rosika Schwimmer.
År 1911 började Wägner skriva på sin nästa roman, Helga Wisbeck, om en kvinnlig läkare som avstår från äktenskap och barn för att helt gå upp i sitt yrke. Helga Wisbeck fick drag av två av Wägners vänner, gynekologen Ada Nilsson och urologen Alma Sundquist.
I mars 1914 var Wägner med och bildade föreningen Frisinnade kvinnor med Emilia Broomé som ordförande och Wägner som sekreterare. Föreningen riktade sig emot den politiska högern i riksdagen som röstade nej till kvinnlig rösträtt och som genom bondetåget fått den staaffska regeringen att avgå. Sin besvikelse över första världskrigets utbrott skildrade hon i De eniga millionerna där en ung kvinnlig journalist besöker ett världskvinnomöte och där de kvinnliga ledamöterna drabbas av nationalistisk yra när kriget hotar och kongressen utmynnar i ingenting. Under 1914 och 1915 ägnade Wägner allt mindre tid åt tidningen Idun, som blev allt mer försvarsvänlig, och i januari 1916 slutade hon på tidningen med motiveringen att hon ville ägna mer tid åt att skriva böcker.

### John Landquist

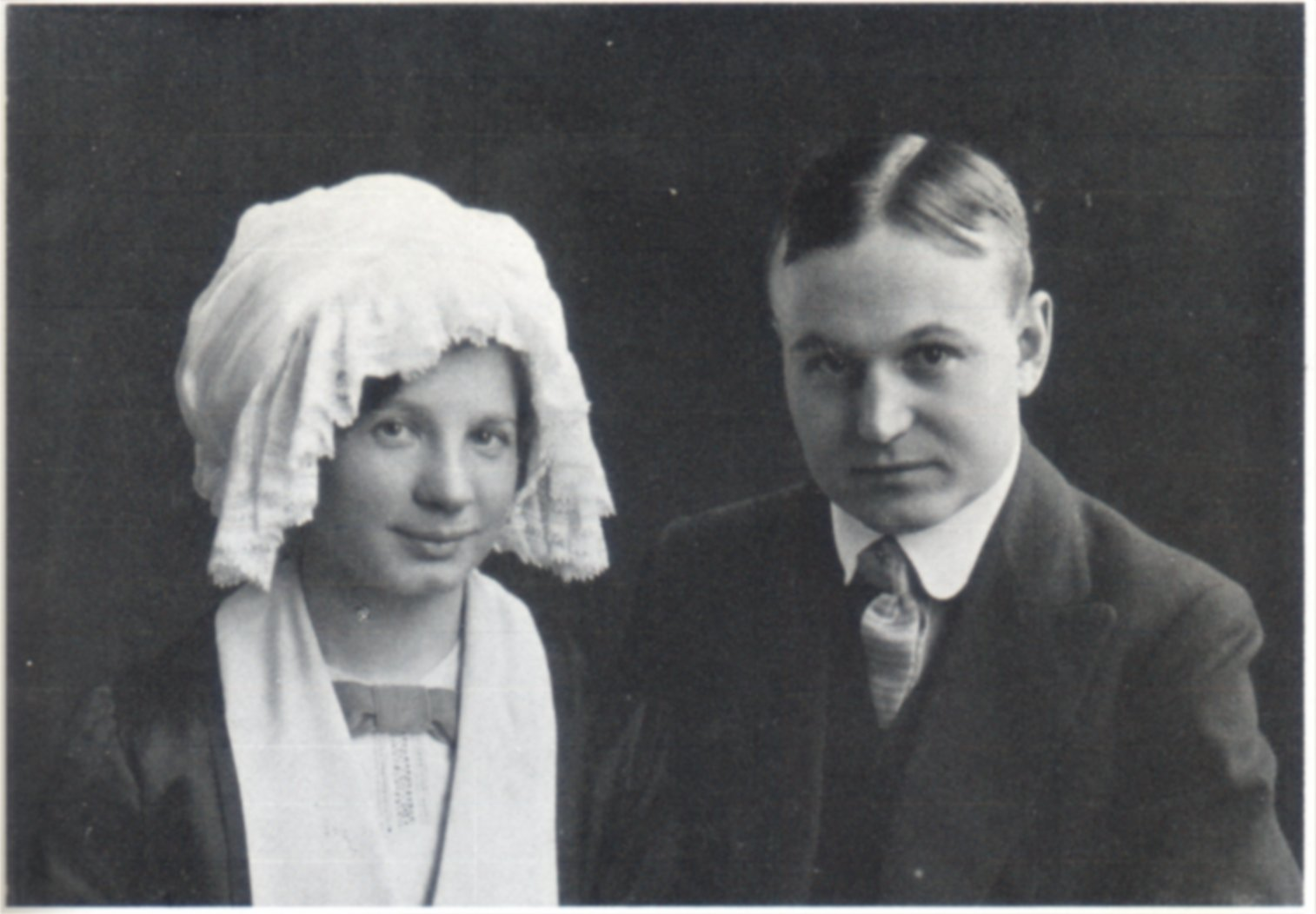
Nygifta. Elin Wägner och John Landquist gifte sig i november 1910.

År 1910 fyllde Gustaf Fröding femtio år och Wägner, nu redaktionssekreterare på Idun, ville ha en artikel om honom. Hon hade tidigare träffat filosofie doktor John Landquist som skrivit en monografi om Fröding och bad honom skriva en artikel. I augusti 1910 befann sig båda i konstnärskolonin Arild i närheten av Helsingborg och där verkar de två ha drabbats av en blixtförälskelse. I oktober förlovade de sig, gifte sig i november och flyttade ihop på Grev Turegatan i Stockholm. Wägners närmaste släktingar närvarade inte, av allt att döma gladdes de sig inte åt hennes framgångar som radikal författare.
Den äktenskapliga lyckan verkar ha varit på upphällningen redan 1913. Som författare fick Wägner ofta ingivelse av händelser i sitt eget liv och i romanen Helga Wisbeck från 1913 finns stark kritik av män och mot äktenskapet. I ett brev senare har Wägner berättat att maken första gången tog upp frågan om skilsmässa 1913. År 1916 firade de semester på varsitt håll. Förmodligen har frågan om svenskt bistånd under det finska inbördeskriget varit ett skäl till oenighet. I december 1917 fick Landquist sparken från Dagens Nyheter för sitt ställningstagande för Finland och han undertecknade upprop för vapenhjälp. Wägner var av allt att döma pacifist vid denna tid.
Under sin studietid i Uppsala hade Landquist lärt känna konstvetaren Harald Brising och både Wägner och Landquist hjälpte hans fru Louise Brising efter Harald Brisings bortgång 1918. Mellan honom och Louise Brising uppkom varmare känslor under 1919 eller 1920. Wägners bevarade dagbok från 1919 visar på återkommande gräl mellan makarna. Skilsmässan dröjde dock. I januari 1922 flyttade Wägner från det gemensamma hemmet på Nytorgsgatan i Stockholm. Efteråt hävdade de två att barnlösheten var en grundorsak till att förhållandet tog slut. Landquist gifte sig med Louise Brising 1925.

### Wägner och fredsrörelsen
Den internationella rösträttsrörelsens möte 1915 var planerad att äga rum i Berlin, men blev flyttad till Haag på grund av det första världskriget. Elin Wägner var bland de ledamöter som i april 1915 kom dit. Kongressen beslutade utse delegationer att söka upp de deltagande ländernas regeringschefer för att framföra kongressens krav på krigets omedelbara upphörande. De olika delegationerna togs artigt emot i sina hemländer men det ledde inte till några resultat. Den internationella rörelsen drabbades av interna bråk och Wägner verkar ha tappat tron på att kvinnorna kunde hålla ihop för att uppnå resultat, varken när det gäller freden eller rösträtten.
Wägners nästa bok, Släkten Jerneploogs framgång (1916), är en satirisk skildring av Sverige år 1914 som utspelas i en mindre stad; medelklasskvinnan Ingar startar en nödhjälpskommitté och en kooperativ affär för att hjälpa stadens arbetare men motarbetas på alla sätt av de styrande i staden. Romanen Åsa-Hanna utspelas i Småland och handlar om Hanna som hamnar i ett moraliskt dilemma mellan att avslöja vad hon vet om sin makes släkts brottsliga förflutna eller att hålla tyst.
I december 1919 var Wägner en av fem personer som grundade Rädda Barnen. Hon reste därefter till Genève för att medverka i en kongress som samordnade de olika nationella Rädda Barnen-kommittéerna till ett internationellt förbund. Hon reste vidare till Wien och Budapest och för Dagens Nyheter skrev hon artiklar om den enorma nöd som rådde i de besegrade staterna efter kriget. Hon stannade i Wien ända till juli och utnyttjade tiden för att skriva romanen Den förödda vingården, om en kärlekshistoria mellan en ung svenska i Wien och en österrikisk officer.
Efter det första världskriget hade franska trupper besatt Rhenlandet och i enlighet med Versaillesfreden skulle det dröja till 1935 innan alla utländska trupper lämnat ockupationsområdet. I den svenska pressen spreds uppgifter om att befolkningen blev illa behandlade av de franska trupperna i Saarland, inte minst av franska, svarta kolonialtrupper som sades begå sexuella övergrepp på tyska kvinnor. Godsägaren Elisabeth Tamm på Fogelstad ville bekosta en utredning som kunde undersöka dessa rykten och genom sin vän Honorine Hermelin fick hon kontakt med Wägner. I februari 1921 reste Wägner till Rhenlandet tillsammans med Gunnar Vall, kyrkoherde i Vingåker. De reste runt längs Rhen för att träffa människor, och för att bedöma hur hög sanningsgrad som låg i det som har kommit att kallas Svarta skammen i Rhenlandet. Den svarta skammen fick stor uppmärksamhet i hela Europa, och de rasistiska tankefigurerna fick fäste i vänsterpolitiska, feministiska och progressiva sammanhang, inte minst genom den engelske radikalliberalen Edmund Morel. Wägners och Valls slutsats är dock att den internationella uppståndelsen kring den svarta skammen inte riktigt motsvarar verkligheten. I den slutrapport Wägner och Vall formulerar när de återvänder till Sverige, Rapport över en resa inom de av ententen besatta områdena vid Rhen 20/2 – 8/3 1921, konstaterar de att "den så kallade svarta frågan kan icke ses isolerad utan måste tas i samband med förhållandena överhuvud taget. Det är vårt intryck, att den trots allt icke är den fråga som ligger överst i folkets sinne." Rapporten innehåller förvisso också vissa rasistiska stereotyper, men Wägner och Vall konstaterar att de svarta soldaterna inte gjort sig skyldiga till fler övergrepp än vita soldater, till och med att "de nesliga brotten begås mer av vita." Wägner och Vall skildrar också hur de har sett flera förälskade par av olika hudfärg, och hur de har träffat flera som har ingått äktenskap.
Det viktigaste personliga mötet för Wägner under var med August Ritter von Eberlein, utvisad av fransmännen från Pfalz till Heidelberg där han ledde något slag av spionbyrå, Die Pfalzenzentrale, som försökte hålla koll på vad som hände i de besatta områdena. Ritter von Eberlein, som hade doktorerat i historia, var en tysk patriot som ogillade Versaillesfreden, demokratin och den svaga tyska regeringen. 1938 blev han en del av Sturmabteilung, och han tjänade trots sin höga ålder under Andra världskriget. Han och Wägner verkar dock ha funnit varandra, och Elin Wägner har i brev skildrat hans intresse för pedagogik, psykologi och kvinnofrågor. Från Eberlein fick Wägner mängder av rapporter om de franska truppernas framfart, och hon blev under tid en sorts språkrör för Ritter von Eberlein. Att döma av hennes dagböcker blev hon snart också uppvaktad av honom och han bedyrade henne sin kärlek. I mars återvände utredningen till Sverige men under resten av året reste Wägner runt mellan Köpenhamn, Berlin, Amsterdam och London för att sprida upplysningar om läget i Rhenlandet. Någon påvisbar verkan i Rhenlandet verkar hennes ansträngningar inte ha haft. Wägner och Ritter von Eberlein inledde dock en flera år lång relation. Det finns många brev från Ritter von Eberlein bevarade i Wägners brevsamling, och de träffades med jämna mellanrum under stora delar av 1920-talet. Relationen verkar dock ha ebbat ut, och inga brev från August Ritter von Eberlein finns bevarade efter 1929. Efter andra världskriget kontaktas Wägner av Ritter von Eberleins son Ludwig von Eberlein, som var journalist på Der Tagesspiegel. Han berättade att fadern satt i fångläger i Jugoslavien, och bad om att Wägner skulle skicka förnödenheter till honom, vilket Wägner verkar ha gjort.
Hennes bror Haralds äktenskap med Ellen Rydelius var vid det här laget slut och Harald hade inlett en förbindelse med en svenska i Italien. Kvinnan hade fött en pojke, Giovanni, men det var inte möjligt för henne att ta hand om pojken, som nu var drygt ett år gammal. Under våren 1921 tog därför Wägner över ansvaret och pojken fick flytta hem till henne i Stockholm.

### Tidevarvet

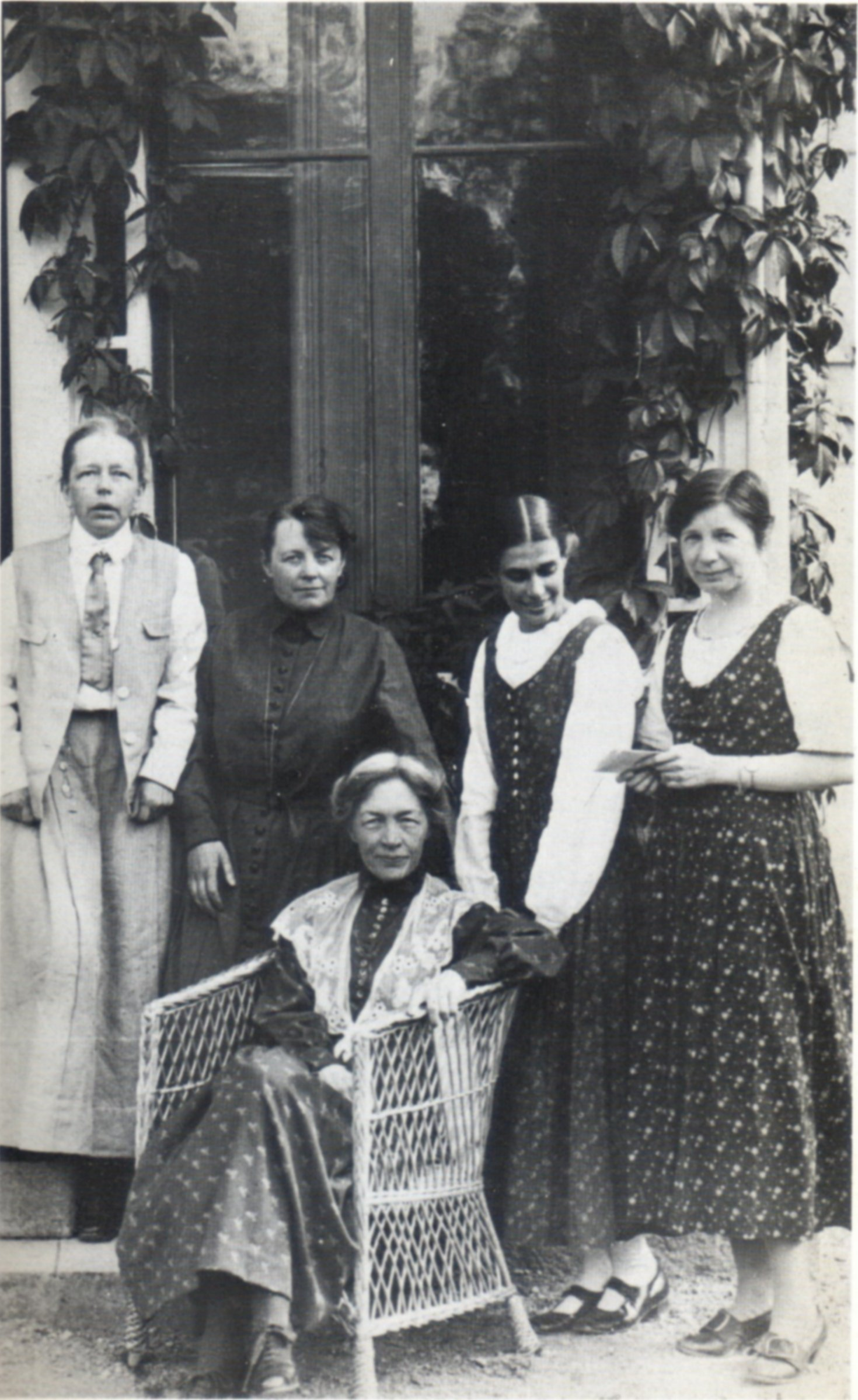
Fogelstadgruppen. Från vänster: Elisabeth Tamm, Ada Nilsson, Kerstin Hesselgren, Honorine Hermelin, Elin Wägner.

Efter skilsmässan från Landquist i januari 1922 flyttade Wägner till herrgården Fogelstad utanför Katrineholm som ägdes av Elisabeth Tamm och där stannade Wägner under den större delen av året. Där skrev hon Den namnlösa, där Wägner, påverkad av Kierkegaard, skrev om kampen mellan lust och plikt.
År 1919 hade Wägner varit med och bildat en svensk avdelning av Internationella kvinnoförbundet för fred och frihet. Inför dess kongress i Haag i december 1922 fick Wägner i uppdrag att resa runt i Saarland för att kunna lämna redogörelse. Resan gjordes tillsammans med engelskan Marion Fox som var kväkare och mötet med kväkarna gjorde ett stort intryck på Wägner. Den 11 januari 1923 besattes Ruhr-området av franska och belgiska trupper. Wägner reste runt i det besatta området och skrev snabbt en bok om ämnet, Från Seine, Rhen och Ruhr. Sin pfalziske kontaktman von Eberlein träffade hon både åren 1923 och 1924 och händelserna hon fick höra om skrev hon så småningom en roman om, De fem pärlorna, där en kvinnlig kväkare blir älskarinna åt en landsflyktig motståndskämpe. Boken blev inte någon försäljningsframgång trots att Wägner gjorde en föreläsningsturné, där hon berättade om det rådande läget i Tyskland. Hon verkar till slut ha fått nog av fredsarbetet, för i ett brev från juni 1923 skriver hon: "Jag anser mig ha uppfyllt min plikt, min botgöring i Stockholm med allt jag trälat där för Fris. Kvinnor, rösträtt, fred o. d. Nu får andra skriva upprop och springa på telegrambyrån om nätterna och göra protokoll."
På Fogelstad hade riksdagsledamoten Tamm samlat en grupp kvinnor omkring sig som ville bedriva folkbildning: nu när kvinnorna fått rösträtt till andra kammaren måste de veta vad de skall använda rösträtten till. På Fogelstad samlade hon kvinnor som Honorine Hermelin, Ada Nilsson, Kerstin Hesselgren och bildade Kvinnliga medborgarskolan vid Fogelstad, vars första kurs hölls redan 1922. Från och med år 1925 blev verksamheten regelbunden. På våren 1923 ville Tamm starta en tidning för kvinnor, Tidevarvet, och pressade Wägner att ta på sig rollen som chefredaktör – hon var den enda i kretsen av kvinnorna som hade yrkeserfarenhet från en tidning. Wägner ville dock inte eftersom hon var upptagen med romanen Silverforsen.
I juli 1924 blev Wägner ändå chefredaktör för Tidevarvet som ville vara en politisk-kulturell veckotidning. Medarbetare i tidningen var bland andra teologen Emilia Fogelklou, advokaten Eva Andén, författare Frida Stéenhoff, litteraturkritikern Klara Johanson samt Kerstin Hesselgren och Elisabeth Tamm. Wägner skrev kulturartiklar, artiklar om pacifism och hennes egna noveller gick som följetonger. Under hennes tid som chefredaktör debuterade Moa Martinson i tidningen. Mellan Wägner och den ansvariga utgivaren Ada Nilsson uppkom så småningom en tvist eftersom Wägner även ville fortsätta skriva romaner från sitt hus i Lilla Björka. Tvisten med Nilsson och förhållandet med Sigfrid Siwertz gjorde att hon blev deprimerad. Wägner stannade som chefredaktör fram till utgången av 1927.

### Sigfrid Siwertz
En av John Landquists studiekamrater från åren i Uppsala var författaren Sigfrid Siwertz och Wägner måste ha träffat honom vid flera tillfällen under äktenskapet. I januari 1925 hade Wägner besökt Siljansborg utanför Rättvik med sin kusin Lisa Ekedahl, förläggaren Tor Bonnier samt dennes hustru Greta. Där träffade hon Siwertz och även denna gång verkar det ha rört sig om en blixtförälskelse. Siwertz var förvisso gift men hans äktenskap var på upphällningen. Kort därefter var Wägner tvungen att resa till Paris där hennes bror Harald Wägner var dödssjuk. Den tid Wägner och Siwertz hade att tillbringa tillsammans måste ha varit begränsad. Efter hemkomsten två månader senare var Wägner tvungen att ägna sig åt sitt arbete som chefredaktör för Tidevarvet medan Siwertz bodde långt utanför Stockholm, i Stockholms skärgård, med sina barn. Bevarade brev tyder på en romantisk lycka under sommaren 1925, tvekan och tvivel under hösten när Siwertz reste iväg under sex månader till Afrika. Förhållandet verkar ha fortsatt under 1926, tills Siwertz i ett brev i december 1926 gjorde klart att han inte var "den du tog mig för" och avslutade förhållandet.
Både Wägner och Siwertz hämtade stoff till sina romaner ur sina egna liv och deras förhållande kan följas i flera romaner. I sin roman Jonas och draken (1928) skriver Siwertz om en man som har ett förhållande med en ivrigt kämpande feminist och läkare. I Wägners Svalorna flyga högt (1929) handlar det om en lärarinna som blir sviken två gånger av samme man. I hennes romaner Genomskådad och Hemlighetsfull (1937/1938) är den manlige huvudpersonen uppenbart tecknad efter Siwertz. Siwertz återvände slutligen till deras förhållande, lätt maskerat, i romanen Glasberget (1952), om en glaskonstnär som tänker tillbaka på sitt liv och sitt livs stora kärlek, en socialt engagerad kvinnosakskvinna.

### Kvinnohistoria

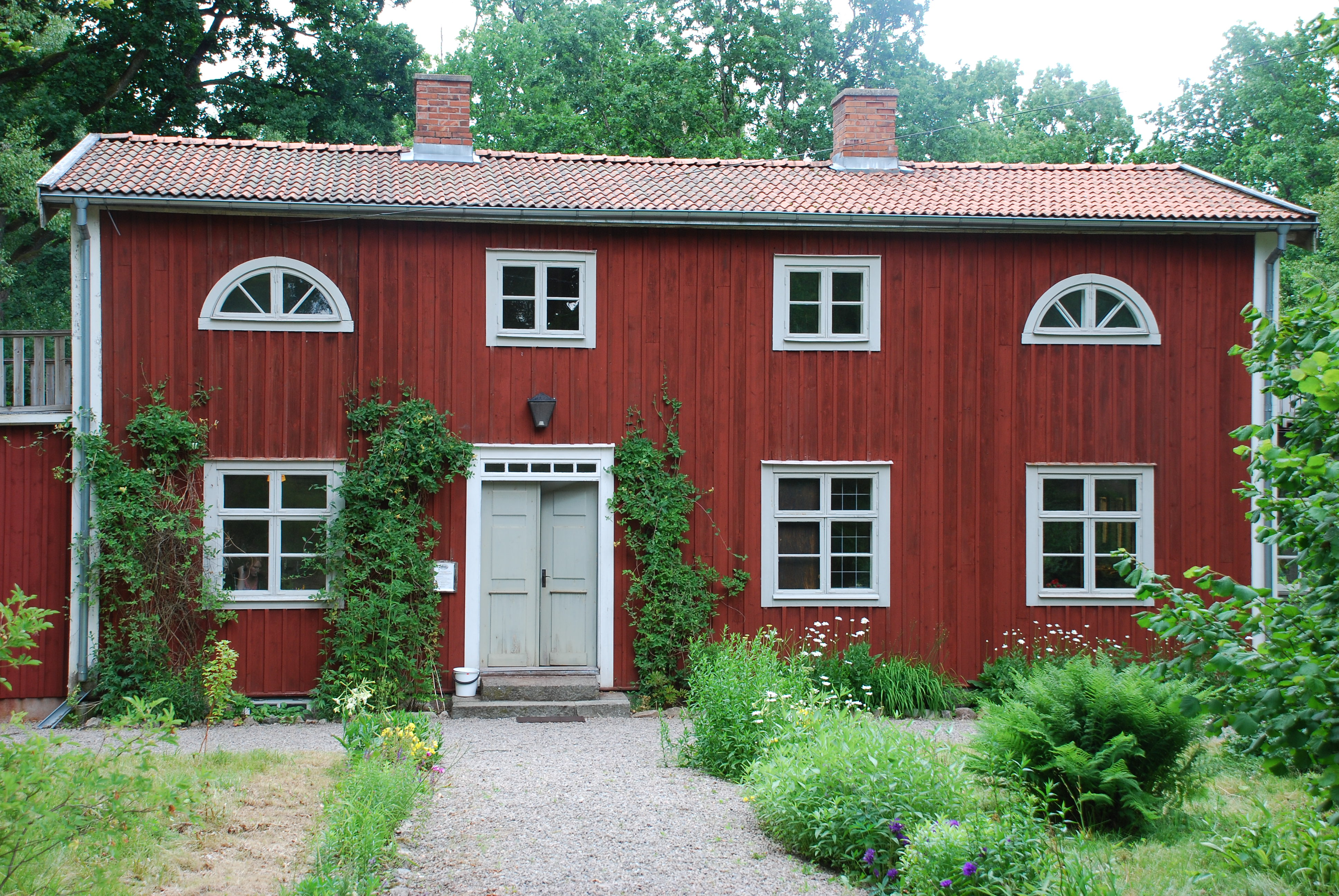
Lilla Björka nära Bergs kyrka.

År 1923 hade Wägner köpt en tomt i Berg i Småland, där hon lät uppföra huset Lilla Björka som fritidshus. Senare bosatte hon sig där permanent och skrev klart De fem pärlorna. Den romanen fick dålig kritik, till synes därför att recensenterna inte förstod att de uppdiktade länderna Slättland, Treves och Vinland egentligen är Frankrike, Tyskland och Pfalz. Romanen visar också Wägners intresse för kväkarna, vars verksamhet hon mött i Pfalz.
Början av 1930-talet innebar att Wägner åter tog upp kvinnofrågan. Inom Fogelstadgruppen hade den finländska feministen Hagar Olsson gjort ett stort intryck med sina krav på en omstöpning av hela samhället. Wägner hade tidigare läst Mathilde Vaertings Männerstaat und Frauenstaat där författaren tolkat antika fresker från en utgrävning på Kreta som bevis för kvinnligt inflytande under den minoiska tiden. I sin bok Mütter und Amazonen tolkade Bertha Diener kända grekiska sägner, historia, etnografi och folklore som att det en gång funnit ett matriarkat i antikens Grekland. Wägner fick också läsa Johann Jakob Bachofens Das Mutterrecht som med utgångspunkt ur europeiska sedvänjor skriver om urtidens "gynekokrati" där moderskapet hölls för heligt.
Tanken på en bortglömd kvinnohistoria påverkade Wägner stort och i flera böcker skriver hon om den kvinnliga särarten. I sin roman Dialogen fortsätter ställer Wägner en grupp män som vill hålla fast vid sina förmåner mot en grupp kvinnor på uppgång och tar i förbifarten upp frågor om moderskapspenning, abortfrågan, födelseunderskottet och fred. Tanken på en särskild kvinnohistoria tog Wägner upp i den kulturhistoriska boken om Tusen år i Småland med berättelsen om Blenda från Blendasägnen, den speciella arvsrätten i Värend och viktiga kvinnor i Smålands historia. Under sin barndom och uppväxt hade hon vistats mycket i sitt morföräldrahem, varifrån hon tog betydande intryck, framför allt vad gäller den inkännande förståelsen av den småländska kyrkotraditionen och livsuppfattningen i Värend, som hon ingående skildrat. Morfadern Jonas Ekedahl (1820–1899) var kyrkoherde i Tolgs pastorat norr om Växjö, och i närheten köpte senare Wägner sitt Lilla Björka.
Frågan om kvinnans särart tog Wägner också upp i debattboken Väckarklocka från 1941. I boken presenterade Wägner först en lära om en matriarkal urtid i det antika Grekland. Hon var mycket inspirerad av den tyske filosofen Bachofens upptäckter av ett matriarkalt samhälle på Kreta. Mot detta ställs den maktlösa kvinnan i det moderna samhället där kvinnan tvingats ta plats vid maskinerna och där kvinnlig rösträtt inte gör någon skillnad i det stora hela. Ett människovärdigt samhälle måste vara inrättat för kvinnor och deras barn, menar Wägner. Hon ser också ett negativt samband mellan våldsmakt och kvinnomakt; ju större kvinnligt inflytande desto mindre risk för krig. I brev skrev hon till sin tidigare make John Landqvist och klagade på hans välvilliga inställning till Hitler och nazismen: "[..] det är ett lidande för mig att du hyllar honom." 
Det tyska revanschbegär som Wägner varnat för i böcker och föreläsningar fick i början av 1930-talet allt tydligare form. I juli 1935 utgav Amelie Posse i Tidevarvet en uppmaning om kvinnlig generalstrejk. Posse var bosatt på ett gods i Sudetområdet och berättade om hur rädslan för krig hade ökat. Posses uppmaning fick snabbt svar när Tidevarvet utgav ett upprop om "kvinnornas vapenlösa uppror mot krig", formulerat av Wägner:
"Det är ej nog att kräva av männen att de skola lägga ned vapnen. Vi måste samtidigt med kraft låta dem förstå att vi i varje fall vägra att begagna oss av den skyddsutrustning de vilja ge oss. Vi tro icke på skyddsvapen, på gasmasker och källare! Vi ha genomskådat det orimliga i uppgiften att skydda oss alla. Vi vilja icke vara med om ett kallblodigt urval av dem som skola räddas."
Kvinnorna skulle vägra ta skydd i skyddsrum eller använda sig av skyddsmask i händelse av gasanfall. Uppropet kallades för Ned med vapnen och åttio kvinnor valdes till en kvinnoförsamling som i sin tur valde en delegation som skulle överlämna et beslut till Nationernas förbunds möte i Genève i september 1935. I delegationen ingick bland andra Wägner, Andrea Andreen och Ada Nilsson. I Genève väckte beslutet inget intresse och mötesordförande Edvard Beneš gav dem endast ett artigt intresse.
Besvikelsen över att inte ha uppnått något vändes delvis mot Wägner, särskilt hennes idé om kvinnornas personliga vägran att skydda sig. "Inte ett spår nytta har vi gjort med det oerhörda arbetet. [...] Det är bäst jag drar mig tillbaka. Om jag har orätt gör det ju ingenting." Misslyckandet tog Wägner hårt och hon hamnade i en kris med magbesvär och sömnproblem som sträckte sig över ett års tid. Wägners religiösa tro verkar ha hjälpt henne och hennes intresse för kväkarna gjorde att hon anslöt sig till Vännernas samfund.
Tre vänner kom att betyda mycket för Wägner under årtiondet. Emilia Fogelklou, den första kvinnan i Sverige att bli teologie kandidat, betydde mycket för Wägners religiösa sökande men också för Wägners intresse för kvinnors historia. En annan nära vän var journalisten Barbro Alving, redaktionssekreterare på Idun och därefter journalist på Dagens Nyheter. En tredje väninna var Flory Gate som blev som en dotter för Wägner efter att hon hade flyttat med sina barn till Berg och köpt ett jordbruk.
Ytterligare ett tema finns i Wägners författande från 1930-talet: en slags jordromantik, säkert påverkad av flytten till Lilla Björka. Naturskildringarna blir fler, i Svalorna flyga högt skildras ett hårt arbetande torparpar och i Dialogen fortsätter är huvudpersonen en trädgårdsmästare som hamnar i riksdagen. 1935 hade Wägner varit med och grundat organisationen Women's Organization for World Order och vid dess konferens år 1937 i Bratislava fick hon träffa den schweiziska bondkvinnan Mina Hofstetter, som drev ett jordbruk utan boskap och ett särskilt kompostprogram. Detta fick återverkningar på hemmaplan, eftersom Flory Gates jordbruk åtminstone delvis drevs efter Hofstetters tankar och gav Wägner ingivelse till boken Fred med jorden, där hon tar upp skogsskövling, konstgödning, mekanisering av jordbruket med mera.[källa behövs]

### Elin Wägner i Berg
Elin Wägner lät bygga sitt hus Lilla Björka i Bergs socken i Småland 1925 och bodde där fram till sin död. Thage G Peterson, politiker och bland annat tidigare riksdagens talman och innehavare av flera ministerposter, är född och uppvuxen i Berg. Han var under sin barndom och uppväxt vän och samtalspartner till Elin Wägner trots den stora åldersskillnaden. I boken Elin i mitt liv återger han minnen från bygden, samtal och händelser och beskriver vilket avtryck Elin Wägner gjorde bland socknens befolkning.
Även om Elin Wägner väckte respekt för sitt ställningstagande för de ekonomiskt svaga och för kvinnorna uppfattades hon av många som gåtfull och avvikande. Hennes vandringar i trakten väckte frågor och hon uppfattades ofta som sorgsen och nedstämd. Endast några få personer blev nära vänner och samtalspartners, bland andra Thage G Petersons far, kyrkväktaren Edvin Peterson. Flory Gate, en yngre vän och själsfrände, skaffade en gård i Berg för att där bedriva jordbruk med miljövänliga metoder. Periodvis bodde Elin Wägner hos Flory Gate under den kalla årstiden.
Elin Wägners åsikter om konstgödningens faror och riskerna med avskogning mottogs med skepsis och avståndstagande från lokalbefolkningen. Boken Åsa-Hanna och filmatiseringen gav upphov till hatiska och aggressiva kommentarer. Hennes egen morbror, prosten Alfred Ekedahl i Berg, var uttalat konservativ och stark motståndare till de moderna idéerna om bland annat kvinnornas ställning och skolans reformering och drog sig inte för att uttrycka det från predikstolen.
Wägner engagerade sig i kommunalpolitiken (i Bergs landskommun) under en kortare tid och var då ledamot i såväl fattigvårdsstyrelsen som familjebidragsnämnden. Hon var aktiv styrelseledamot i  Bergs hembygdsförening. 

### Senare år

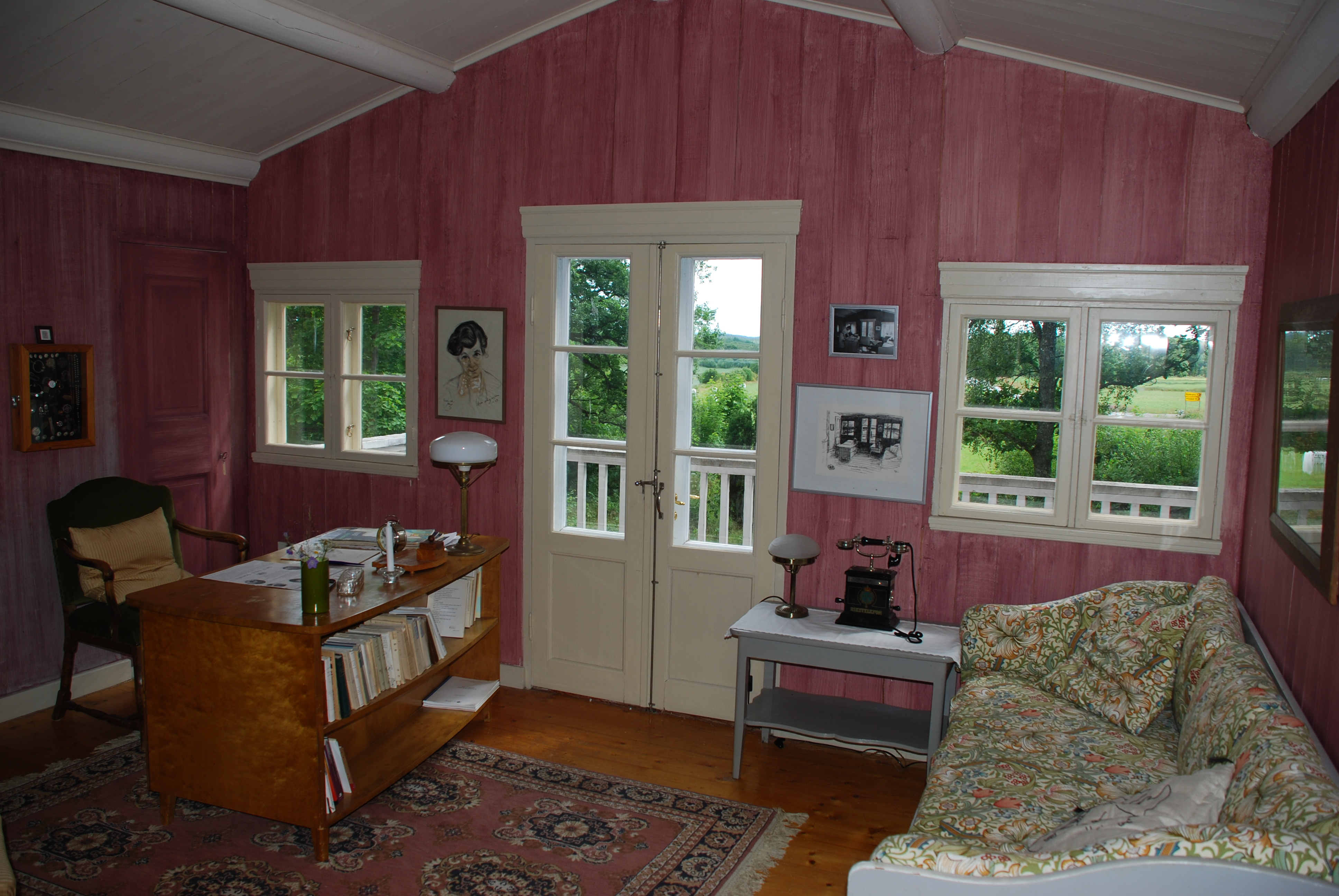
Arbetsrummet på övervåningen i Lilla Björka.

Strax efter Selma Lagerlöfs bortgång 1940 hade förläggaren Tor Bonnier bett Wägner om ett bidrag till ett minnesalbum över Lagerlöf och snart utvecklades bidraget till en hel livsteckning. Wägner fick tillgång till Lagerlöfs brevväxling och när livsteckningen utgavs fick den bra kritik, exempelvis från litteraturkritikern Fredrik Böök och Svenska Akademiens ständige sekreterare Anders Österling. När filosofen Hans Larsson gick bort i februari 1944 blev stol 15 i akademien ledig och Wägner skrev till John Landquist om inte det nu var hans tur att bli invald. Istället var det Wägner själv som i maj samma år valdes in. Hon blev den andra kvinnan efter Selma Lagerlöf att väljas in i Svenska Akademien.[källa behövs]
Som ledamot i Svenska Akademien var Wägner framåtsträvande och det var på hennes förslag som Gabriela Mistral tilldelades nobelpriset i litteratur år 1945. Wägners tro på pacifism och icke-våld skakades i grunden när kunskapen om den judiska Förintelsen blev känd efter det andra världskriget. I ett brev till Emilia Fogelklou framgår hennes tvivel om den tidigare ställningen: "Vi har ju ändå räknat med att det finns vissa gränser som människor inte kan överskrida. Ett folk skulle inte kunna ge sig till att utrota ett helt folk."
Wägners sista roman blev Vinden vände bladen, en historisk roman eller en småländsk bygdekrönika som börjar på 1700-talet och slutar på 1930-talet. För Wägner blev romanen en framgång, både hos recensenterna och hos bokhandlarna.
Anders Österling hade bett Wägner att skriva en monografi om Fredrika Bremer. Wägner satte igång med arbetet i början av 1948 men hon hade besvär med magen vilket fördröjde arbetet. I oktober lade hon in sig på lasarettet i Växjö och där upptäckte läkarna en cancersvulst i magen. Vid operation upptäcktes att svulsten spridit sig och att operationen hade kommit för sent. Sin sista tid bodde Wägner hos väninnan Flory Gate och trots sin svaghet skrev hon in i det sista om Fredrika Bremer.

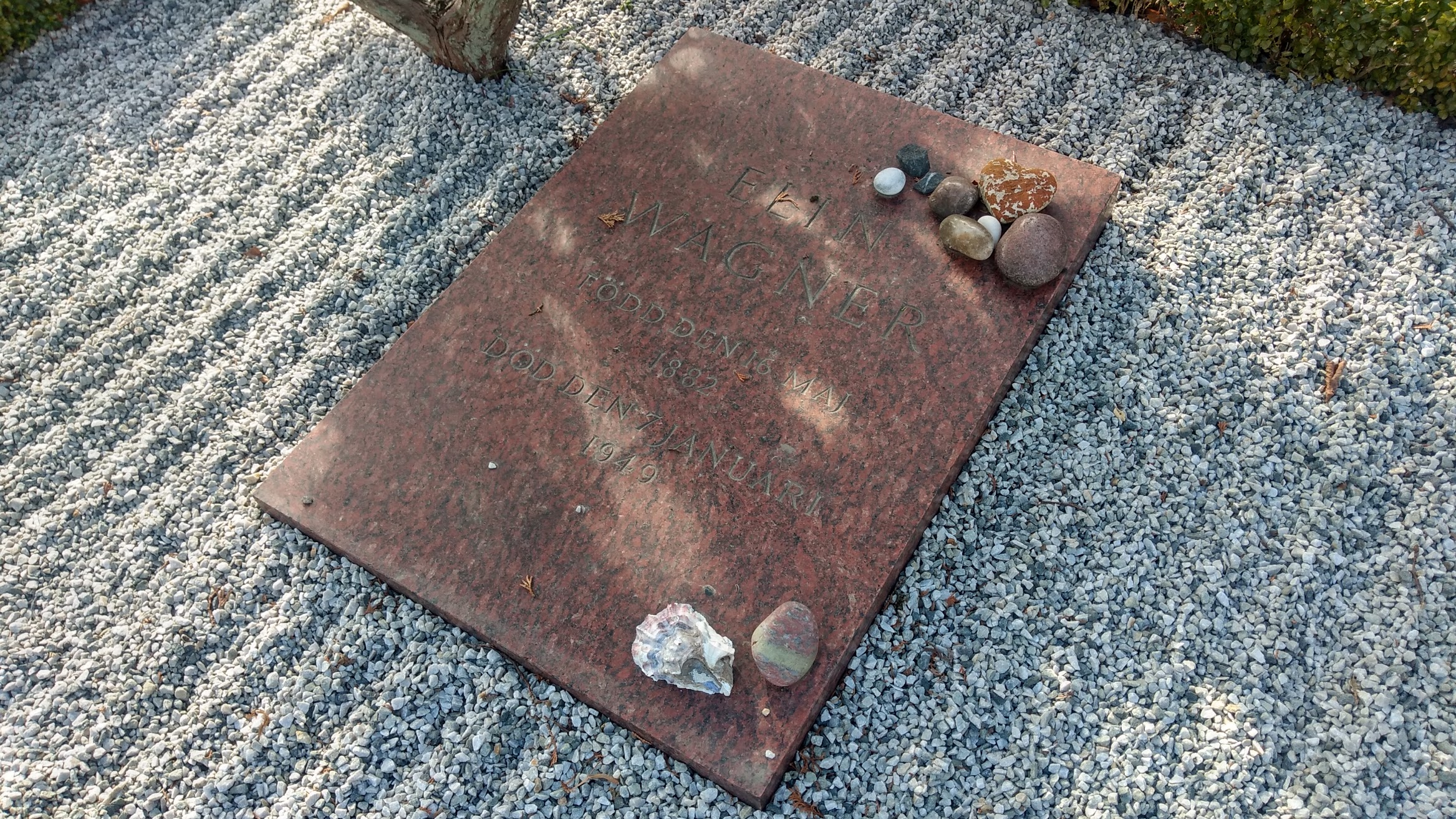
Elin Wägners grav i Norra kyrkogården, Lund.

Begravningsceremonin ägde rum i Bergs kyrka den 13 januari 1949. Kistan gravsattes på Norra kyrkogården i Lund, där Wägner ligger begravd bredvid sin mor, Anna Wägner.

## Eftermäle och betydelse

### Teman
Elin Wägners skönlitterära böcker behandlar kvinnors rättigheter, kvinnlig rösträtt, fredsfrågor, sociala frågor och miljöfrågor. Den feminism hon företräder har felaktigt benämnts särartsfeminism. Elin Wägner framstår generellt mer som en likhetsfeminist, det vill säga en person som fokuserar på mäns och kvinnors likheter och lika rättigheter, än kollegan Ellen Key. Elin Wägner inspirerades till en början av den samtida feministen Ellen Key, men delade inte Keys essentialistiska hållning. Utvecklingen syns bland annat i Genomskådad (1937) och Hemlighetsfull (1938). Wägners feminism kom att ifrågasätta samhället i grunden med dess maskulint dirigerade krig liksom utnyttjande av miljö och människor. Boken Väckarklocka från 1941 visar denna omvälvande ställning. Missuppfattningen av Wägner har påpekats i artiklar av Lisa Gålmark, se även Elin Wägner och Alva Myrdal av Margareta Lindholm, Katarina Leppänens avhandling Rethinking Civilisation och Boel Hackman om Elin Wägner samt artikel om Elin Wägner och John Landqvist av Crister Enander.[källa behövs]
Redan Erik Hjalmar Linder, som var bekant med Wägner och långt senare (tillsammans med Ulla Isaksson), kom att skriva hennes livsteckning, påpekade på 1950-talet att hennes feminism aldrig vände ryggen åt samhället och att den idealisering av kvinnligheten som finns i Väckarklocka framförallt bör förstås som en kontrastiv myt som syftar till att väcka en intensiv önskan om förändring av ett rått samtida tillstånd.

### Levnadsteckning och sällskap
Journalisten Barbro Alving, "Bang", planerade att skriva en livsteckning över Elin Wägner och samlade ett väldigt material, ordnat månad för månad över Elin Wägners hela levnad. Uppgiften blev för stor för Bang och hon överlät materialet till författarna Ulla Isaksson och Erik Hjalmar Linder, som skrev en livsteckning i två delar: Elin Wägner, amason med två bröst, 1882–1922 och Elin Wägner, dotter av moder jord, 1922–1949.[källa behövs]
Elin Wägners efterlämnade papper överlämnades så småningom till Kvinnohistoriska samlingarna vid Göteborgs universitet. Flory Gate var en av initiativtagarna till bildandet 1990 av Elin Wägner-sällskapet. Sällskapet kunde 1994 köpa Lilla Björka.

### Elin Wägner i kulturen
Det finns ett 70-tal litterära skyltar på olika platser i Stockholm. En av dem har ett citat från "Norrtullsligan". Den sattes upp 1992 vid Norrtullsgatan 10. I Lund har kommunen satt upp en plakett på huset i korsningen mellan Stålbrogatan och Grönegatan där Wägner bodde några år under början av 1920-talet. I samma hus bodde August Strindberg när han skrev Inferno.
2019 meddelade Skånetrafiken att ett nytt pågatåg fått namnet Elin Wägner.

## Verk

#### Skönlitteratur
- Från det jordiska museet skisser. Stockholm: Bonnier. 1907. Libris 9mjrt51p7w1q6ql4. http://hdl.handle.net/2077/63373 – Fulltext hos Litteraturbanken
- Norrtullsligan : Elisabeths krönika. Stockholm: Ljus. 1908. Libris 3fc54kqs1bhff947. http://hdl.handle.net/2077/63394 – Fulltext hos Litteraturbanken
  -  Blinde Hennen. Berlin. 1907. Libris 9951025 - Ingår i: Die Gegenwart. Wochenschrift für Literatur. Jahrgang 36, Band 72 (1907): No 37.
  -  Die Liga der Kontorfräulein : eine Erzählung aus Stockholm. München: Süddeutsche Monatshefte. 1910. Libris 3192723
  -  De fire paa hybelen : Elisabeths dagbok. Kristiania. 1912. Libris 3192720
  -  Vstavočka : roman iz žizni švedskich suffražistok. S.-Peterburg. 1912. Libris 3192721
  -  Norrtullsligaen. København: Gyldendal. 1979. Libris 7196027. ISBN 87-01-82132-6
  -  Stockholm stories : Men and other misfortunes & Stormy corner. [United States?]: Xlibris. 2002. Libris 15133247. ISBN 1401041809
- Pennskaftet. Stockholm: Ljus. 1910. Libris r3xvqjnvp5wzxq33. http://hdl.handle.net/2077/63140 – Fulltext hos Litteraturbanken
  -  Penneskaftet. København. 1911. Libris 3192717
  -  Ditja věka. [S. Peterburg]. 1912. Libris 9951015
  -  Schreibliesel : Roman. Nordland-Bücher ; 10-11. Berlin. 1914. Libris 3192724 - Även med titeln: Kämpfende Frauen (1918).
  -  Penwoman. Norvik Press. Series B ; 45. London: Norvik. 2009. Libris 11559199. ISBN 1870041747
- Helga Wisbeck. Stockholm: Bonnier. 1913. Libris jvwrtt8xgmw6zvb4. http://hdl.handle.net/2077/64019 – Fulltext hos Litteraturbanken
- Mannen och körsbären med flera berättelser. Stockholm: Bonnier. 1914. Libris z9bf79flw5mtg4vf. http://hdl.handle.net/2077/64028 – Fulltext hos Litteraturbanken
- Camillas äktenskap. Stockholm: Bonnier. 1915. Libris frzn7h71cqqhbxlj. http://hdl.handle.net/2077/64158 – Faksimil hos Litteraturbanken
  -  Camilla's huwelijk. Utrecht. 1916. Libris 3192719
  -  Kamillan avioliitto. Helsinki. 1919. Libris 3192718
- Släkten Jerneploogs framgång. Stockholm: Albert Bonniers förlag. 1916. Libris w7b57d1wt2v530qw. http://hdl.handle.net/2077/64087 – Fulltext hos Litteraturbanken
- Vansklighetens land : roman. Romanbibliotek, Iduns, 99-3111059-7 ; 69. Stockholm: Idun. 1917. Libris 3192714
- Den befriade kärleken : roman : för Veckojournalen. Stockholm: Åhlén & Åkerlund. 1918. Libris 8lqc8tcc6zz2hhb7. http://hdl.handle.net/2077/64104 – Bilaga till Veckojournalen, faksimil hos Litteraturbanken. Utkom i bokform 1919.
- Åsa-Hanna : roman. Stockholm: Bonnier. 1918. Libris dqpl7nzcb8swv12b. http://hdl.handle.net/2077/63593 Fulltext hos Litteraturbanken – Identisk med Vansklighetens land (1917).
  -  Hanna. København: Grafisk Forl. 1942. Libris 1554484
  -  Åsa-Hanna : roman. Oslo. 1946. Libris 1813274
  -  Onkruid op Mellangard. Den Haag: J.N. Voorhoeve. 1958. Libris dqvcnl74b53t4bt3
- Kvarteret Oron : en Stockholmshistoria. Stockholm: Bonnier. 1919. Libris 3fk5qp1r1kgnv9gr. http://hdl.handle.net/2077/64100 – fulltext hos Litteraturbanken
- Den förödda vingården. Stockholm: Albert Bonniers förlag. 1920. Libris 6jn8tl424sfqk8kb. http://hdl.handle.net/2077/64099 – Faksimil hos Litteraturbanken
- Nyckelknippan. Stockholm: Albert Bonniers förlag. 1921. Libris htzk4vlsfwkz1mbz. http://hdl.handle.net/2077/64098 – Faksimil hos Litteraturbanken
- Den namnlösa. Stockholm: Bonnier. 1922. Libris 2dj4pv690pmmvqws. http://hdl.handle.net/2077/64101 – Faksimil hos Litteraturbanken
- Från Seine, Rhen och Ruhr små historier från Europa. Stockholm: Bonnier. 1923. Libris w7czk1blt7g0f1v8. http://hdl.handle.net/2077/65653 – Faksimil hos Litteraturbanken
- Silverforsen : roman. Iduns romanbibliotek, 99-3111059-7 99-3111059-7 ; 75. Stockholm: Iduns redaktion. 1924. Libris 9mtq2tj57qkl1n2q. http://hdl.handle.net/2077/64162 – Faksimil hos Litteraturbanken
- Natten till söndag. Stockholm: Albert Bonniers förlag. 1926. Libris bnwvdc6r8k3z4wjw. http://hdl.handle.net/2077/64307 – Faksimil hos Litteraturbanken
- Credo : roman. Tidevarvets romanbibliotek. Stockholm: Vår tidnings förlag. 1927. Libris 1337693
- De fem pärlorna. Stockholm: Albert Bonniers förlag. 1927. Libris 0btts68cxl562jnf. http://hdl.handle.net/2077/65702 – Faksimil hos Litteraturbanken, i huvudsak samma innehåll som i Credo.
- Den odödliga gärningen : noveller. Stockholm: Albert Bonniers förlag. 1928. Libris fr887dmgcp42k4pj. http://hdl.handle.net/2077/65701 – Faksimil hos Litteraturbanken
- Svalorna flyga högt. Stockholm: Albert Bonniers förlag. 1929. Libris zbxgzw5hwz1lkfl5. http://hdl.handle.net/2077/66128 – Faksimil hos Litteraturbanken
  -  Svalerne flyver højt. København: Gyldendalske Bogh. 1930. Libris 1463417
  -  Pääskyset lentävät korkealla : romaani. Helsinki: Gemma. 1945. Libris 1744111
  -  Les hirondelles volent haut. Paris: Michel. 1950. Libris 1463409
- Korpungen och jag. Stockholm: Albert Bonniers. 1930. Libris s5vwmvj9q0q2s5n5. http://hdl.handle.net/2077/66379 – Faksimil hos Litteraturbanken
- Gammalrödja : skildring från en bygd som ömsar skinn. Stockholm: Albert Bonniers förlag. 1931. Libris x9vwgfwrvmgc1j2n. http://hdl.handle.net/2077/65936 – Faksimil hos Litteraturbanken
- Dialogen fortsätter : roman. Stockholm: Bonnier. 1932. Libris dqn5zzmlbbl07623. http://hdl.handle.net/2077/63899 – Faksimil hos Litteraturbanken
- Mannen vid min sida. Stockholm: Bonnier. 1933. Libris gtdd7mx7d7q5z7mk. http://hdl.handle.net/2077/66097 – Faksimil hos Litteraturbanken
- Vändkorset : roman. Stockholm: Albert Bonniers förlag. 1935. Libris 1365714 – Faksimil hos Litteraturbanken
  -  Ristiportti : romaani. Porvoo: Söderström. 1945. Libris 1744112
  -  Das Drehkreuz. Bern: Hallweg. 1948. Libris 1489357
  -  Le tourniquet. Les grandes traductions. Paris: Michel. 1961. Libris 1463421
- Genomskådad : roman. Stockholm: Bonnier. 1937. Libris p2nqpfchmtrc66wv. http://hdl.handle.net/2077/66098 – Faksimil hos Litteraturbanken
- Hemlighetsfull : roman. Stockholm: Bonnier. 1938. Libris drbb45hmb88ll37j. http://hdl.handle.net/2077/65917 – Faksimil hos Litteraturbanken
- Vinden vände bladen. Stockholm: Albert Bonniers förlag. 1947. Libris w880kf2lth92253d. http://hdl.handle.net/2077/67012 – Faksimil hos Litteraturbanken

#### Varia
- Skördetider. Landsföreningen för kvinnans politiska rösträtt. Opinionsyttringen 1913. Flygblad ; 6. 1913. Gefle. 1913. Libris 3192710
- Den kinesiska muren : Rosika Schwimmers kamp för rätten och hennes krig mot kriget. Stockholm: Dahlberg & Co. 1917. Libris 8213425 - Tillsammans med Anna Lenah Elgström, Frida Steenhoff med flera.
- Medan vi vänta : reflexioner på Birgittadagen 1917. Stockholm: O. Eklund. 1917. Libris z87vw6wfw80zq3xg. https://urn.kb.se/resolve?urn=urn:nbn:se:kb:eod-1661179
- Rapport över en resa inom de av ententen besatta områdena vid Rhen 20/2-8/3 1921. Stockholm. 1921. Libris 3153495 - Tillsammans med Gunnar B. Wall.
- Tidens kvinnor. Stockholm: O. Eklund. 1922. Libris 1484711
- Ett nytt försvar. Brännande frågor, 99-1557213-1 ; [5]. Stockholm: Svenska andelsförlaget. 1924. Libris 1486489 - Tillsammans med Mia Leche Löfgren.
- Tusen år i Småland. Stockholm: Wahlström & Widstrand. 1939. Libris 1cb84dbtzqqmpjb6. http://hdl.handle.net/2077/63596 – Faksimil hos Litteraturbanken; Wikipedia-artikel
- Våra idéer i nuets belysning. Stockholm: Regent. 1939. Libris 1381917
- Fred med jorden. Stockholm: Albert Bonniers förlag. 1940. Libris 719318 - Tillsammans med Elisabeth Tamm.
- Väckarklocka. Stockholm: Bonnier. 1941. Libris 6jh9vnjz4hd252xr. http://hdl.handle.net/2077/63587 – Fulltext hos Litteraturbanken
  -  Ilden overlever Natten. København: Samlerens. 1942. Libris 3192716
  -  Vekkerklokke. Oslo. 1946. Libris 1746113
- Selma Lagerlöf. 1-2. Stockholm: Bonnier. 1942-1943. Libris 8198828 – Faksimil hos Litteraturbanken: Selma Lagerlöf I, Selma Lagerlöf II
  -  1, Från Mårbacka till Jerusalem. 1942. Libris 41740
  -  2, Från Jerusalem till Mårbacka. 1943. Libris 8198829
    -  Selma Lagerlöf : fra Mårbacka til Jerusalem. København: Gyldendalske Bogh. 1943. Libris 1450926
    -  Selma Lagerlöf : elämäkerta. Porvoo: Söderström. 1944. Libris 1450922
    -  Selma Lagerlöf : fra Jerusalem til Mårbacka. København: Gyldendal. 1945. Libris 1813718
    -  Vie de Selma Lagerlöf. Collection scandinave. Paris: Stock. 1950. Libris 1450142
- Hans Larsson : tal vid inträdet i Svenska akademien den 20 december 1944. Stockholm: Albert Bonniers förlag. 1944. Libris 2dwwvjgj0bdcz2dl. http://hdl.handle.net/2077/65705 – Faksimil hos Litteraturbanken
- "Så här skulle jag själv velat bli hjälpt" : korta ord om personligt efterkrigsarbete - "Inomeuropeisk mission". Linköping: Inomeuropeisk mission. 1946. Libris 1456622 - Tillsammans med Britta Holmström och Åke Olausson.
- Fredrika Bremer : minnesteckning. Svenska akademiens minnesteckningar, 0346-6361 0346-6361. Stockholm: Norstedt. 1949. Libris frwh3lpbcjc5q68l. http://hdl.handle.net/2077/64103 – Faksimil hos Litteraturbanken
- Minne av Fredrika Bremer. Stockholm. 1949. Libris 3192709

#### Samlingar och urval
- Spinnerskan : noveller. Stockholm: Albert Bonniers förlag. 1948. Libris cqqg1v8j96xr93h6. http://hdl.handle.net/2077/67011
- Noveller i urval / [redaktör: Holger Ahlenius]. Valda skrifter ; 14. Stockholm: Bonnier. 1954. Libris 12487
- En bild, en bok, ett brev. Elin Wägner-sällskapets skriftserie, 99-1268796-5 ; 3. Växjö: Elin-Wägner-sällskapet. 1992. Libris 1536531
- Ord av Elin Wägner / [urval och redigering: Marianne Enge-Swartz, Eva Insulander] ; [illustrationer: Lotta Frost Berggren]. Växjö: Elin Wägner-sällskapet. 1994. Libris 7450016. ISBN 9163025892
- Vad tänker du, mänsklighet? : texter om feminism, fred och miljö / i urval av Helena Forsås-Scott. Stockholm: Norstedt. 1999. Libris 7151143. ISBN 9113006738
- "Språket är författarens verktyg" : Elin Wägner om sitt eget skrivande. Elin Wägner-sällskapets skriftserie, 1103-4130 ; 12. Växjö: Elin Wägner-sällskapet. 2001. Libris 8420450
- Pennskaftet / under redaktion av Helena Forsås-Scott och med inledning av Horace Engdahl ; [textredigering, kommentarer och ordförklaringar: Helena Forsås-Scott]. Svenska klassiker / utgivna av Svenska akademien, 99-2090989-0. Stockholm: Svenska akademien i samverkan med Atlantis. 2003. Libris 11777123. http://litteraturbanken.se/forfattare/WagnerE/titlar/Pennskaftet/info
- Wägnerismer / Christina Ekström och Marianne Enge Swartz (red.). Växjö: Artéa. 2011. Libris 12163401. ISBN 9789185527311
- Både lätt och roligt : Elin Wägner kåserar i Helsingborgs-posten / [redaktör: Marianne Enge Swartz]. Elin Wägner-sällskapets skriftserie, 1103-4130 ; 25. Växjö: Elin Wägner-sällskapet. 2014. Libris 19104508
- Fru Hillevis dagbok : kåserier ur Idun 1911-1912. Lammhult: Elin Wägner-sällskapet. 2015. Libris 3chx5zb81llrnrqv. ISBN 9789163785061
- Samlade noveller I. [Stockholm]: The Sublunar Society. 2020. Libris s4bvldc9qr4hm8v2. ISBN 9789188999740
- Samlade noveller II. [Stockholm]: The Sublunar Society. 2020. Libris s4bvldcgq0n7m87x. ISBN 9789188999757

### Filmmanus
- 1911 – Hon fick platsen eller Exkonung Manuel i Stockholm (även en mindre roll)
- 1912 – Systrarna
- 1927 – De fem pärlorna (oinspelat filmmanus)
- 1927 – Ungdom
- 1939 – Efterlyst
- 1946 – Åsa-Hanna

## Priser och utmärkelser
- De Nios stora pris 1923